# Bombylius cinereus
Bombylius cinereus är en tvåvingeart som beskrevs av Olivier 1789. Bombylius cinereus ingår i släktet Bombylius och familjen svävflugor.
Artens utbredningsområde är Frankrike. Inga underarter finns listade i Catalogue of Life.